# Lac Alexandrina
Le lac Alexandrina est situé en Australie-Méridionale près de l'océan Indien — antarctique pour les Australiens —, à environ 100 kilomètres au sud-est d'Adelaïde.

## Géographie
Le lac est situé au nord de la baie de la Rencontre et à l'est de la péninsule Fleurieu. 
Le fleuve Murray est le principal cours d'eau qui se jette dans le lac. Les autres cours d'eau sont les rivières Bremer, Angas (en)et Finniss, toutes venant du versant est de la partie sud de la chaine du mont Lofty. Il est relié par un étroit chenal au lac Albert situé au sud-est.

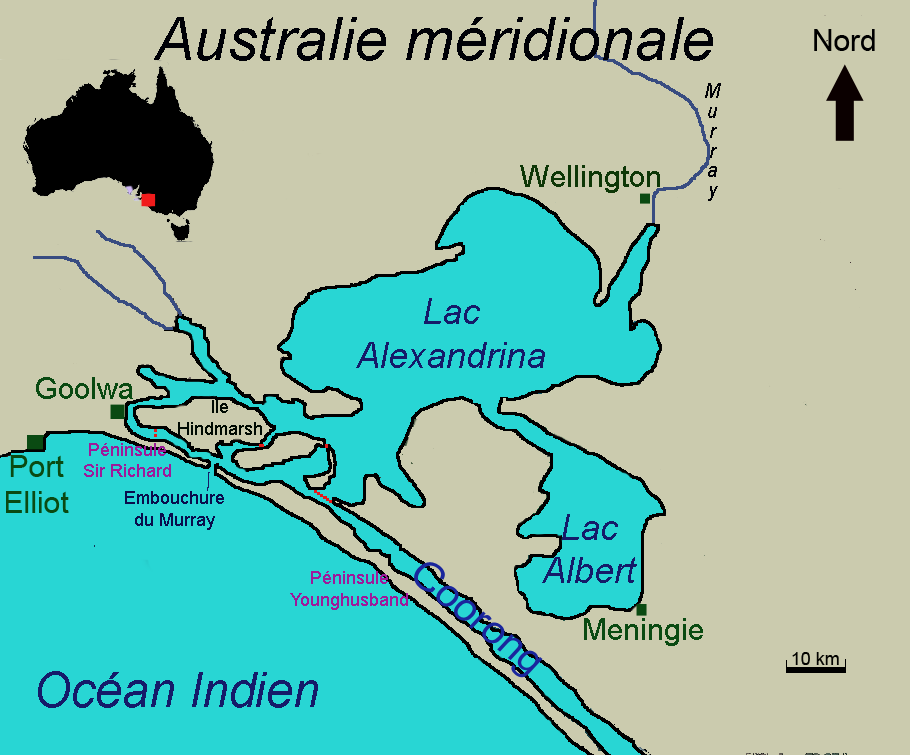
Le lac Alexandrina.

Le lac est peu profond et contient un grand nombre d'îles à son extrémité sud. Il se jette dans l'océan près de Goolwa. Son canal d'évacuation, considéré comme l'embouchure du fleuve Murray, est parfois encombré de bancs de sable qui doivent être évacués par des dragues. L'eau du lac est de l'eau douce grâce à une série de barrages qui relient les îles entre elles[réf. souhaitée], mais les sécheresses récentes, en réduisant drastiquement son volume, augmentent sa salinité (jusqu'à cinq fois en 2009).

## Origine du nom
Le lac doit son nom à la princesse Alexandrina, nièce du roi Guillaume IV du Royaume-Uni d'Angleterre. Quand la princesse succéda à son oncle sous le nom de reine Victoria, on envisagea de changer le nom du lac mais l'idée fut rapidement abandonnée.[réf. souhaitée]
Avec le lac Albert, le lac Alexandrina est reconnu site Ramsar depuis le 11 janvier 1985,.

## Impact de la sécheresse
Depuis 2006, les lacs du sud de l'Australie sont victimes de sécheresses. Le lac Alexandrina a perdu 1 milliard de mètres cubes d’eau entre 2006 et 2009, réduisant sa profondeur a 1,65 mètre,.

## Culture aborigène
Selon la tradition orale aborigène, il serait habité par le monstre Muldjewangk (en).
L'embouchure où le fleuve Murray rejoint le lac Alexandrina est appelé jeratang par les Aborigènes, jera signifiant « feuille » et tanga signifiant « homme » ce qui fait référence aux hommes se cachant derrière des branches feuillues lors de la chasse au gibier.

## Espèces animales
La population de perche pygmée (Nannoperca australis) vivant dans le lac Alexandrina possède un patrimoine génétique unique. En 2008, 65 poissons ont été extirpés de leur milieu afin d'intégrer un programme de conservation. L'espèce a été réintroduite dans le lac en 2011.
Le site accueille de nombreux oiseaux comme le bécasseau cocorli, l'échasse à tête blanche, l' érismature à barbillons et le pélican à lunettes.